# Ameriprise Financial Center
Ameriprise Financial Center es un rascacielos de 152 m en Mineápolis, Minesota, ubicado en 707 2nd Avenue South. Fue terminado en 2000 y tiene 31 pisos. Es el edificio más alto terminado en los Estados Unidos en el año 2000.
Es el rascacielos más grande para un solo inquilino en el centro de Mineápolis. También es el noveno edificio más alto de toda la ciudad. La sede de Ameriprise Financial (anteriormente American Express Financial Advisors) se mudó aquí desde el IDS Center en abril de 2000. Una vía aérea conecta el edificio con la Capella Tower, el Centro Baker y la Torre Accenture. En la pared se usa una mezcla de vidrio y granito en unidades, generalmente de 1,5 por 4,6 m.
También se utilizaron marcos de aluminio unificados, vidrio y granito. Se asienta en el sitio del antiguo Lutheran Brotherhood Building, que fue demolido para dar paso al Ameriprise Financial Center. Fue comprado en septiembre de 2016 por Morning Calm Management, una firma de administración de bienes raíces comerciales de la ciudad de West Palm Beach, en Florida.